# 이화 개국공신녹권
이화 개국공신녹권(李和 開國功臣錄券)은 조선 시대의 녹권의 일종으로 조선 태조 원년(1392년) 개국공신 이화에게 수여된 공신녹권이다.
이화는 조선 태조 이성계의 이복동생으로 개국에 공이 많아 태조 원년(1392년)에 개국 일등 공신으로 서하고 의안백에 피봉되었다. 그리고 태조 7년(1398년) 정사일등공신, 정종 2년(1400년)에 재명 3등공신에 오르고 태종 7년(1407년)에는 벼슬이 영의정에 이르고나서 대군으로 진봉되었다. 개국공신으로는 43명이 있었는데, 일등공신이 16명, 이등공신이 11명, 3등공신이 16명이 있었다. 이 가운데 본 녹권은 최초로 발견된 유일한 것으로 중요한 가치를 지닌다. 길이가 604.9cm, 세로 35.3cm의 저지 두루마리로 이두문으로 공적이 기록되어 있다.
1986년 10월 15일 대한민국의 국보 제232호 의안백이화개국공신녹권(義安伯李和開國功臣錄券)으로 지정되었다가, 2010년 8월 25일 현재의 명칭으로 변경되었다.

## 개요
공신녹권은 나라에 공이 있는 인물에게 공신으로 임명하는 증서로, 개국공신록권은 조선을 건국한 태조 이성계가 나라를 세우는 데 공헌한 신하들에게 내린 것이다. 이 문서는 조선 태조 1년(1392)에 조선개국에 공을 세운 이화에게 내린 녹권이다. 이성계의 아버지 환조(桓祖)는 서자 2명이 있었는데 그 중 둘째 아들이 바로 이화이다.
크기를 보면 세로 35.3cm의 닥나무종이 9장을 붙여 전체 길이가 604.9cm에 이르며, 본문 앞 여백의 바깥쪽을 장식하고 보호하기 위해 33cm의 명주와 안쪽을 보강한 명주는 부식되어 없어진 두루마리이다.
내용을 보면 녹권을 받는 사람의 성명에 이어 공신들의 공신사례, 공신 및 그 부모, 처자 등에 대한 표상과 특전이 묵서로 기록되어 있다. 녹권의 첫머리와 접지 부분에 ‘이조지인’이라고 도장을 찍었다.
이 문서는 이화의 후손이 없어 그의 이복형인 이원계의 가문에 의해 보관되어 오고 있다. 조선왕조에서는 처음으로 발급된 녹권이며, 개국공신녹권으로는 최초로 발견된 것으로, 조선 태조의 건국이유와 그 주역들의 공적을 파악하는 데 귀중한 자료이다.

## 같이 보기
- 개국공신